# Шпороцветник кустарниковый
Шпороцве́тник куста́рниковый, или Плектра́нтус кустарниковый (лат. Plectrānthus fruticōsus) — травянистое растение; вид рода Шпороцветник семейства Яснотковые. Народное название — «мольное дерево».

## Ботаническое описание
Многолетний кустарник до 200 см высотой, ветвящийся, опушённый мягкими волосками.
Стебли зелёно-пурпуровые, четырёхгранные.
Листья супротивные, широкояйцевидные, 6-14 см длиной, на верхушке тупые или закруглённые, в основании округлые или сердцевидные, по краю дваждыпильчатые; опушённые с сильным запахом; с нижней стороны слабого пурпурного оттенка, железистые;
черешки покрыты волосками.
Чашечка волосистая, железистая длиной 2,5—3 мм.
Цветки 5—13 мм длиной, в верхушечных цимозных соцветиях из 1—3-цветковых завитков, сложенных в 2—6-цветковые ложные мутовки; душистые; венчик мешковидный у основания, голубой, с более тёмными отметинами. Цветёт с ноября по апрель.

## Ареал
Родина — Африка; встречается в лесах и тенистых каменистых местах на северо-западе ЮАР.

## Синонимы
По данным The Plant List на 2013 год, в синонимику вида входят:
- Germanea urticifolia Lam.
- Plectranthus arthropodus Briq.
- Plectranthus behrii Compton
- Plectranthus charianthus Briq.
- Plectranthus galpinii Schltr.
- Plectranthus peglerae T.Cooke
- Plectranthus urticifolius (Lam.) Salisb.

## Хозяйственное значение и применение
Широко используется в декоративном растениеводстве; выращивается как эфиромасличная культура, масло применяется в фармацевтике.

## Агротехника
В декоративном растениеводстве применяется как солитер в интерьере или в зимних садах; в открытом грунте как однолетник в солнечном цветнике или контейнерное растение, с перезимовкой в теплице.
Предпочитает хорошо освещённое место, но от сильного полуденного солнца надо притенять. Зимняя температура содержания — не выше 13°С; земельная смесь для посадки — обычный в продаже садовый субстрат. Быстро израстает, поэтому надо заранее выращивать молодые растения из черенков. Легко размножается черенками. Рекомендуется сажать в горшок сразу по несколько черенков.